# Ebaeus lapplandicus
Ebaeus lapplandicus är en skalbaggsart som beskrevs av Evers 1993. Ebaeus lapplandicus ingår i släktet Ebaeus, och familjen Malachiidae. Enligt den svenska rödlistan är arten sårbar i Sverige. Arten förekommer i Götaland, Svealand, Nedre Norrland och Övre Norrland. Artens livsmiljö är skogslandskap, jordbrukslandskap.